# ويليام أشبروك
ويليام أشبروك (بالإنجليزية: William Ashbrook) هو ناقد موسيقي وصحفي أمريكي، ولد في 28 يناير 1922 في فيلادلفيا في الولايات المتحدة، وتوفي في 31 مارس 2009.